# Chlorek acetylu
Chlorek acetylu – organiczny związek chemiczny z grupy chlorków kwasowych kwasów karboksylowych, pochodna kwasu octowego.

## Otrzymywanie
Chlorek acetylu otrzymuje się przez reakcję bezwodnego octanu sodu z chlorkiem sulfurylu.

## Właściwości
Na powietrzu „dymi” (tworzy się mgła chlorku acetylu, kwasu octowego i chlorowodoru). Ma gryzący zapach. Silnie drażni błony śluzowe i skórę.

## Zastosowanie
Stosowany jako energiczny czynnik acetylujący w syntezie organiczej, reaguje m.in. z fenolami i aminami.